# Ratto di Ganimede (Rembrandt)
Ratto di Ganimede è un dipinto olio su tela (177x130 cm) realizzato nel 1635 da Rembrandt Harmenszoon Van Rijn, conservato nella Gemäldegalerie Alte Meister facente parte della Staatliche Kunstsammlungen Dresden.
L'opera è firmata e datata "REMBRANDT. FT 1635".

## Descrizione
Secondo il mito greco, Ganimede venne rapito da Zeus per la sua bellezza e portato sull'Olimpo: qui divenne il coppiere degli dei.
L'artista raffigura il momento del rapimento del fanciullo da parte di Zeus, sotto forma di aquila. Ganimede stringe ancora in mano le ciliegie che aveva raccolto: il suo terrore si legge sia nei lineamenti distorti del viso, sia nel fiotto di urina che scende incontrollata.